# Lingulopyrulinoides
Lingulopyrulinoides es un género de foraminífero bentónico considerado un sinónimo posterior de Webbinella de la subfamilia Webbinellinae, de la familia Polymorphinidae, de la superfamilia Polymorphinoidea, del suborden Lagenina y del orden Lagenida. Su especie-tipo era Lingulopyrulinoides crassa. Su rango cronoestratigráfico abarcaba el Holoceno.

## Discusión
Clasificaciones previas incluían Lingulopyrulinoides en la superfamilia Nodosarioidea.

## Clasificación
Lingulopyrulinoides incluía a las siguientes especies:
- Lingulopyrulinoides concava, aceptado como Webbinella concava
- Lingulopyrulinoides crassa